# Habromys lophurus
Habromys lophurus é uma espécie de roedor da família Cricetidae.
Pode ser encontrada nos seguintes países: El Salvador, Guatemala e México.